# السباحة في المياه المفتوحة في بطولة العالم للألعاب المائية 2017
| السباحة                    |       |        |
| حرة                        |       |        |
| 50 متر                     | رجال  | سيدات  |
| 100 متر                    | رجال  | سيدات  |
| 200 متر                    | رجال  | سيدات  |
| 400 متر                    | رجال  | سيدات  |
| 800 متر                    | رجال  | سيدات  |
| 1500 متر                   | رجال  | سيدات  |
| ظهر                        |       |        |
| 50 متر                     | رجال  | سيدات  |
| 100 متر                    | رجال  | سيدات  |
| 200 متر                    | رجال  | سيدات  |
| صدر                        |       |        |
| 50 متر                     | رجال  | سيدات  |
| 100 متر                    | رجال  | سيدات  |
| 200 متر                    | رجال  | سيدات  |
| فراشة                      |       |        |
| 50 متر                     | رجال  | سيدات  |
| 100 متر                    | رجال  | سيدات  |
| 200 متر                    | رجال  | سيدات  |
| فردي متنوع                 |       |        |
| 200 متر                    | رجال  | سيدات  |
| 400 متر                    | رجال  | سيدات  |
| حرة تتابع                  |       |        |
| 4×100 متر                  | رجال  | سيدات  |
| 4×200 متر                  | رجال  | سيدات  |
| متنوع تتابع                |       |        |
| 4×100 متر                  | رجال  | سيدات  |
| مختلط تتابع                |       |        |
| 4×100 متر                  | حرة   | متنوع  |
| السباحة في المياه المفتوحة |       |        |
| 5 ك.م                      | رجال  | سيدات  |
| 10 ك.م                     | رجال  | سيدات  |
| 25 ك.م                     | رجال  | سيدات  |
| فرق                        | فرق   |        |
| السباحة المتزامنة          |       |        |
| فردي                       | فني   | حر     |
| زوجي                       | فني   | حر     |
| فرق                        | فني   | حر     |
| فرق                        | مركب  |        |
| مختلط ثنائي                | فني   | حر     |
| الغطس                      |       |        |
| فردي                       |       |        |
| 1 متر                      | رجال  | سيدات  |
| 3 متر                      | رجال  | سيدات  |
| 10 متر                     | رجال  | سيدات  |
| المتزامن                   |       |        |
| 3 متر                      | رجال  | سيدات  |
| 10 متر                     | رجال  | سيدات  |
| مختلط                      | 3 متر | 10 متر |
| مختلط                      | فرق   |        |
| الغطس العالي               |       |        |
| رجال سيدات                 |       |        |
| كرة الماء                  |       |        |
| رجال سيدات                 |       |        |
| هذا الصندوق: اعرض ناقش عدل |       |        |

السباحة في المياه المفتوحة في بطولة العالم للألعاب المائية 2017 تعقد في الفترة من 15 إلى 21 تموز / يوليه 2017 في بحيرة بالاتون - المجر.

## جدول
سبعة فعاليات.
الاوقات جميعها (UTC+2).
| تاريخ                | الوقت | الحدث         |
| -------------------- | ----- | ------------- |
| 15 تموز / يوليه 2017 | 10:00 | 5 كم- رجال    |
| 16 تموز / يوليه 2017 | 10:00 | 10 كم - سيدات |
| 18 تموز / يوليه 2017 | 10:00 | 10 كم - رجال  |
| 19 تموز / يوليه 2017 | 10:00 | 5 كم - سيدات  |
| 20 تموز / يوليه 2017 | 10:00 | 5 كم فريق     |
| 21 تموز / يوليه 2017 | 08:30 | 25 كم - رجال  |
| 21 تموز / يوليه 2017 | 08:45 | 25 كم - سيدات |

## الميداليات

### جدول الميداليات
*   البلد المضيف (مضيف)
| المرتبة | فريق                   | ذهبية | فضية | برونزية | المجموع |
| ------- | ---------------------- | ----- | ---- | ------- | ------- |
| 1       | فرنسا (FRA)            | 4     | 1    | 1       | 6       |
| 2       | الولايات المتحدة (USA) | 1     | 2    | 0       | 3       |
| 3       | هولندا (NED)           | 1     | 1    | 0       | 2       |
| 4       | البرازيل (BRA)         | 1     | 0    | 2       | 3       |
| 5       | إيطاليا (ITA)          | 0     | 2    | 3       | 5       |
| 6       | الإكوادور (ECU)        | 0     | 1    | 0       | 1       |
| 7       | روسيا (RUS)            | 0     | 0    | 1       | 1       |
| 7       | بريطانيا العظمى (GBR)  | 0     | 0    | 1       | 1       |
| المجموع | المجموع                | 7     | 7    | 8       | 22      |

### الرجال
| الفعالية | الذهبية                      | الذهبية   | الفضية                               | الفضية    | البرونزية                        | البرونزية |
| -------- | ---------------------------- | --------- | ------------------------------------ | --------- | -------------------------------- | --------- |
| 5 كم     | مارك انطوان اوليفييه · فرنسا | 54:31.4   | ماريو سانزولو · إيطاليا              | 54:32.1   | تيموثي شتلوورث · بريطانيا العظمى | 54:42.1   |
| 10 كم    | فييري ويرتمان · هولندا       | 1:51:58.5 | جوردان ويليموفسكي · الولايات المتحدة | 1:51:58.6 | مارك انطوان اوليفييه · فرنسا     | 1:51:59.2 |
| 25 كم    | أكسيل ريموند · فرنسا         | 5:02:46.4 | ماتيو فورلان · إيطاليا               | 5:02:47.0 | إفغيني دراتسيف · روسيا           | 5:02:49.8 |

### السيدات
| الفعالية | الذهبية                         | الذهبية   | الفضية                      | الفضية    | البرونزية                                             | البرونزية |
| -------- | ------------------------------- | --------- | --------------------------- | --------- | ----------------------------------------------------- | --------- |
| 5 كم     | أشلي تويتشيل · الولايات المتحدة | 59:07.0   | أوريلي مولر · فرنسا         | 59:10.5   | آنا مارسيلا كونها · البرازيل                          | 59:11.4   |
| 10 كم    | أوريلي مولر · فرنسا             | 2:00:13.7 | سامانثا أريفالو · الإكوادور | 2:00:17.0 | آنا مارسيلا كونها · البرازيل · أريانا بريدي · إيطاليا | 2:00:17.2 |
| 25 كم    | آنا مارسيلا كونها · البرازيل    | 5:21:58.4 | شارون فان رويندال · هولندا  | 5:22:00.8 | أريانا بريدي · إيطاليا                                | 5:22:08.2 |

### الفرق
| الفعالية | الذهبية                                                                    | الذهبية | الفضية                                                                            | الفضية  | البرونزية                                                                  | البرونزية |
| -------- | -------------------------------------------------------------------------- | ------- | --------------------------------------------------------------------------------- | ------- | -------------------------------------------------------------------------- | --------- |
| الفرق    | فرنسا · أوسين كاسينيول · لوغان فونتين · أوريلي مولر · مارك انطوان اوليفييه | 54:05.9 | الولايات المتحدة · بريندان كيسي · أشلي تويتشيل · هالي أندرسون · جوردان ويليموفسكي | 54:18.1 | إيطاليا · راشيل بروني · جوليا غابرييلسشي · فيديريكو فانيلي · ماريو سانزولو | 54:31.0   |

## وصلات خارجية
- الموقع الرسمي